# Treis-Karden
Treis-Karden è un comune di 2.258 abitanti della Renania-Palatinato, in Germania.
Appartiene al circondario (Landkreis) di Cochem-Zell (targa COC) ed è parte della comunità amministrativa (Verbandsgemeinde) di Cochem.
A Karden vissero nel IV secolo gli eremiti Castore, Potentino, Felicio e Simplicio, morti in odore di santità.